# Parma Associazione Calcio 1985-1986
Questa voce raccoglie le informazioni riguardanti il Parma Associazione Calcio nelle competizioni ufficiali della stagione 1985-1986.

## Stagione
Nella stagione 1985-1986 arriva da Rimini a Parma l'allenatore Arrigo Sacchi fortemente voluto dal presidente Ernesto Ceresini e dal direttore sportivo Riccardo Sogliano. La squadra crociata viene radicalmente cambiata, Nicola Berti va alla Fiorentina, Marco Macina passa al Milan, la rosa è composta da giocatori direttamente richiesti da Sacchi, adatti al suo modo di giocare, di intendere il calcio, funzionali alla sua mentalità. Zona, pressing, ma anche cultura del lavoro, impegno maniacale in campo e fuori, fanno del Parma la miglior squadra del girone A della Serie C1, che assieme al Modena, stroncano la concorrenza del Piacenza e della Reggiana, e volano in Serie B, ottenendo entrambe 47 punti. Nella Coppa Italia 1985-1986 il Parma disputa prima del campionato il quinto girone di qualificazione, vinto dal Pisa con 8 punti. Con 6 punti il Parma arriva secondo con il Verona, ma cede ai Campioni d'Italia in carica, per differenza reti, il passaggio agli ottavi di finale. In Inverno la squadra ducale partecipa ai sedicesimi di finale della Coppa Italia di Serie C perdendo il doppio confronto con il Mantova.

## Rosa
| N. |                   | Ruolo | Calciatore         |
| -- | ----------------- | ----- | ------------------ |
| -  | Italia (bandiera) | P     | Luca Bucci         |
| -  | Italia (bandiera) | P     | Marco Landucci     |
| -  | Italia (bandiera) | D     | Giovanni Bia       |
| -  | Italia (bandiera) | D     | Walter Bianchi     |
| -  | Italia (bandiera) | D     | Roberto Bruno      |
| -  | Italia (bandiera) | D     | Moreno Farsoni     |
| -  | Italia (bandiera) | D     | Arnaldo Franzini   |
| -  | Italia (bandiera) | D     | Roberto Mussi      |
| -  | Italia (bandiera) | D     | Gianluca Signorini |
| -  | Italia (bandiera) | C     | Roberto Bordin     |

| N. |                   | Ruolo | Calciatore        |
| -- | ----------------- | ----- | ----------------- |
| -  | Italia (bandiera) | C     | Sergio Casilli    |
| -  | Italia (bandiera) | C     | Valeriano Fiorin  |
| -  | Italia (bandiera) | C     | Augusto Gabriele  |
| -  | Italia (bandiera) | C     | Luca Lombardi     |
| -  | Italia (bandiera) | C     | Sandro Salvioni   |
| -  | Italia (bandiera) | C     | Davide Zannoni    |
| -  | Italia (bandiera) | A     | Alessandro Melli  |
| -  | Italia (bandiera) | A     | Roberto Paci      |
| -  | Italia (bandiera) | A     | Gianluca Righetti |
| -  | Italia (bandiera) | A     | Marco Rossi       |

## Risultati

### Serie C1

#### Girone di andata
| Trento 22 settembre 1985 1ª giornata | Trento              | 0 – 0 | Parma | Stadio Briamasco\| Arbitro: \| Conforti (Macerata) \| |
| Arbitro:                             | Conforti (Macerata) |       |       |                                                       |

| Arbitro: | Lo Russo (Milano) |

|                                                         |           |  |
| Zannoni 44’ (rig.), 50’ Paci 75’ Righetti 80’ Rossi 86’ | Marcatori |  |

| Arbitro: | Dal Forno (Ivrea) |

|                |           |             |
| Marescalco 23’ | Marcatori | 19’ Zannoni |

| Arbitro: | Ciaccio (Napoli) |

|                        |           |  |
| Righetti 63’ Rossi 69’ | Marcatori |  |

| Bergamo 20 ottobre 1985 5ª giornata | Virescit Bergamo | 0 – 0 | Parma | Stadio Comunale\| Arbitro: \| Nicchi (Arezzo) \| |
| Arbitro:                            | Nicchi (Arezzo)  |       |       |                                                  |

| Arbitro: | Squadrito (Catania) |

|                       |           |  |
| Paci 6’ Signorini 51’ | Marcatori |  |

| Arbitro: | Vasselli (Roma) |

|              |           |  |
| Ferretti 80’ | Marcatori |  |

| Arbitro: | Guida (Palermo) |

|                                  |           |  |
| Zannoni 9’ Righetti 29’ Paci 47’ | Marcatori |  |

| Piacenza 17 novembre 1985 9ª giornata | Piacenza            | 0 – 0 | Parma | Stadio Galleana\| Arbitro: \| Bailo (Novi Ligure) \| |
| Arbitro:                              | Bailo (Novi Ligure) |       |       |                                                      |

| Arbitro: | Bruni (Arezzo) |

|            |           |           |
| Favaro 51’ | Marcatori | 54’ Rossi |

| Arbitro: | Pucci (Firenze) |

|                      |           |  |
| Rossi 5’ (rig.), 31’ | Marcatori |  |

| Arbitro: | Quartuccio (Torre Annunziata) |

|                      |           |  |
| Paci 34’ Casilli 46’ | Marcatori |  |

| Arbitro: | Nicchi (Arezzo) |

|                  |           |                                       |
| Bruno 46’ (aut.) | Marcatori | 17’ Signorini 69’ Gabriele 83’ Fiorin |

| Parma 22 dicembre 1985 14ª giornata | Parma               | 0 – 0 | Varese | Stadio Ennio Tardini\| Arbitro: \| Squadrito (Catania) \| |
| Arbitro:                            | Squadrito (Catania) |       |        |                                                           |

| Arbitro: | Satariano (Palermo) |

|  |           |              |
|  | Marcatori | 24’ Gabriele |

| Arbitro: | Telegrafo (Taranto) |

|                    |           |  |
| Zannoni 71’ (rig.) | Marcatori |  |

| Arbitro: | Grechi (Milano) |

|  |           |            |
|  | Marcatori | 6’ Zannoni |

#### Girone di ritorno
| Parma 26 gennaio 1986 18ª giornata | Parma                | 0 – 0 | Trento | Stadio Ennio Tardini\| Arbitro: \| Trentalange (Torino) \| |
| Arbitro:                           | Trentalange (Torino) |       |        |                                                            |

| Arbitro: | Fiorenza (Siena) |

|                                |           |                         |
| Brescini 44’ Talevi 53’ (rig.) | Marcatori | 32’ Zannoni 68’ Bianchi |

| Arbitro: | Frattin (Castelfranco Veneto) |

|            |           |  |
| Bordin 63’ | Marcatori |  |

| Arbitro: | Da Ros (Treviso) |

|                  |           |  |
| Pozzi 64’ (rig.) | Marcatori |  |

| Arbitro: | Bruni (Arezzo) |

|          |           |  |
| Paci 66’ | Marcatori |  |

| Carrara 2 marzo 1986 23ª giornata | Carrarese           | 0 – 0 | Parma | Stadio dei Marmi\| Arbitro: \| Conforti (Macerata) \| |
| Arbitro:                          | Conforti (Macerata) |       |       |                                                       |

| Parma 9 marzo 1986 24ª giornata | Parma               | 0 – 0 | SPAL | Stadio Ennio Tardini\| Arbitro: \| Ruffinengo (Savona) \| |
| Arbitro:                        | Ruffinengo (Savona) |       |      |                                                           |

| Arbitro: | Vasselli (Roma) |

|                               |           |               |
| Signorini 17’ (aut.) Elli 82’ | Marcatori | 5’, 83’ Rossi |

| Parma 29 marzo 1986 26ª giornata | Parma              | 0 – 0 | Piacenza | Stadio Ennio Tardini\| Arbitro: \| Acri (Novi Ligure) \| |
| Arbitro:                         | Acri (Novi Ligure) |       |          |                                                          |

| Arbitro: | Nicchi (Arezzo) |

|                    |           |  |
| Zannoni 82’ (rig.) | Marcatori |  |

| Arbitro: | Pucci (Firenze) |

|                 |           |                       |
| Frutti 25’, 32’ | Marcatori | 2’ Righetti 85’ Rossi |

| Rimini 20 aprile 1986 29ª giornata | Rimini             | 0 – 0 | Parma | Stadio Romeo Neri\| Arbitro: \| Di Cola (Avezzano) \| |
| Arbitro:                           | Di Cola (Avezzano) |       |       |                                                       |

| Arbitro: | Calabretta (Catanzaro) |

|               |           |                         |
| Signorini 64’ | Marcatori | 49’ Cacciatori 57’ Albi |

| Arbitro: | Dal Forno (Ivrea) |

|  |           |           |
|  | Marcatori | 69’ Rossi |

| Arbitro: | Beschin (Legnago) |

|                          |           |                   |
| Righetti 13’ Zannoni 71’ | Marcatori | 87’ (aut.) Bordin |

| Firenze 25 maggio 1986 33ª giornata | Rondinella         | 0 – 0 | Parma | Stadio Gino Bozzi\| Arbitro: \| Di Cola (Avezzano) \| |
| Arbitro:                            | Di Cola (Avezzano) |       |       |                                                       |

| Arbitro: | Bruni (Arezzo) |

|                     |           |  |
| Melli 39’ Rossi 60’ | Marcatori |  |

### Coppa Italia

#### Primo turno
| Arbitro: | Gava (Conegliano) |

|             |           |                  |
| Serioli 39’ | Marcatori | 23’, 82’ Zannoni |

| Arbitro: | Pirandola (Lecce) |

|                           |           |  |
| Galderisi 24’ (rig.), 65’ | Marcatori |  |

| Parma 28 agosto 1985 3ª giornata | Parma               | 0 – 0 | Pisa | Stadio Ennio Tardini\| Arbitro: \| Coppetelli (Tivoli) \| |
| Arbitro:                         | Coppetelli (Tivoli) |       |      |                                                           |

| Parma 1º settembre 1985 4ª giornata | Parma            | 0 – 0 | Bologna | Stadio Ennio Tardini\| Arbitro: \| Baldas (Trieste) \| |
| Arbitro:                            | Baldas (Trieste) |       |         |                                                        |

| Arbitro: | Pellicanò (Reggio Calabria) |

|           |           |  |
| Bordin 5’ | Marcatori |  |

### Coppa Italia Serie C

#### Fase finale
| Arbitro: | Beschin (Legnago) |

|  |           |              |
|  | Marcatori | 15’ Pasolini |

| Mantova 15 gennaio 1986 Sedicesimi di finale - Ritorno | Mantova           | 0 – 0 | Parma | Stadio Danilo Martelli\| Arbitro: \| Caprini (Perugia) \| |
| Arbitro:                                               | Caprini (Perugia) |       |       |                                                           |